# Гельмут Банаскі
Гельмут Банаскі (нім. Helmut Banaski; 8 червня 1921, Ганффен — 15 січня 2011, Рендсбург) — німецький офіцер, лейтенант резерву вермахту. Кавалер Лицарського хреста Залізного хреста.

## Нагороди
- Залізний хрест 2-го класу (17 липня 1942)
- Медаль «За зимову кампанію на Сході 1941/42» (29 липня 1942)
- Штурмовий піхотний знак в сріблі (8 червня 1943)
- Залізний хрест 1-го класу (18 січня 1944)
- Нагрудний знак «За поранення» в чорному (25 січня 1945)
- Лицарський хрест Залізного хреста (18 лютого 1945) — як лейтенант резерву штабної роти 1077-го піхотного полку 542-ї фольксгренадерської дивізії. Нагороджений за відбиття наступу радянських частин у півенно-східному районі Берліна, яке Банаскі здійснив на чолі 250 солдатів, що дозволило евакуювати польовий госпіталь і тисячі біженців.
- Нагрудний знак ближнього бою в бронзі (8 березня 1945)